# Harristown
Harristown és una població dels Estats Units a l'estat d'Illinois. Segons el cens del 2000 tenia 1.338 habitants.

## Demografia
Segons el cens del 2000, Harristown tenia 1.338 habitants, 511 habitatges, i 402 famílies. La densitat de població era de 277,7 habitants/km².
Dels 511 habitatges en un 32,3% hi vivien nens de menys de 18 anys, en un 68,5% hi vivien parelles casades, en un 6,5% dones solteres, i en un 21,3% no eren unitats familiars. En el 19% dels habitatges hi vivien persones soles el 8% de les quals corresponia a persones de 65 anys o més que vivien soles. El nombre mitjà de persones vivint en cada habitatge era de 2,62 i el nombre mitjà de persones que vivien en cada família era de 2,98.
Per edats la població es repartia de la següent manera: un 25,1% tenia menys de 18 anys, un 6,5% entre 18 i 24, un 29,8% entre 25 i 44, un 25,3% de 45 a 60 i un 13,3% 65 anys o més.
L'edat mediana era de 39 anys. Per cada 100 dones de 18 o més anys hi havia 96,5 homes.
La renda mediana per habitatge era de 42.946 $ i la renda mediana per família de 48.162 $. Els homes tenien una renda mediana de 37.273 $ mentre que les dones 23.750 $. La renda per capita de la població era de 18.689 $. Aproximadament el 4,1% de les famílies i el 5% de la població estaven per davall del llindar de pobresa.

## Poblacions més properes
El següent diagrama mostra les poblacions més properes.